# تروفيو بولينسا-أندراتكس 2019
تروفيو بولينسا-أندراتكس 2019 (بالفرنسية: Trofeo Andratx Lloseta 2019)‏ هو سباق دراجات هوائية، وهو الموسم رقم 28 من السباق، وأقيم في 1 فبراير 2019، وامتدّ لمسافة 172.4 كيلومتر، وهو أحد سباقات طواف أوروبا للدراجات 2019، وهو من نوع سباق يوم واحد، وقد شارك في السباق 168 متسابقاً ووصل إلى نهايته 90 متسابقاً.
فاز فيه بالمركز الأول إيمانويل بوتشمان، وبالمركز الثاني تيم فيلانز، وبالمركز الثالث باوك موليما.

## الفرق
| فرق عالمية (6)- Movistar Team - Lotto Soudal - Bora-hansgrohe - Trek-Segafredo - Katusha-Alpecin - UAE Team Emirates فرق قارية محترفة (10)- كاجا رورال-سيغوروس 2019 ‏ - Cofidis, Solutions Crédits - يوسكادي مورياس 2019 ‏ - سبورت فلاندرين بالويس 2019 ‏ - Direct Énergie - Arkéa-Samsic - Israel Cycling Academy - Wanty-Groupe Gobert - رومبوت تشارلز 2019 ‏ - Rally UHC Cycling |  |
| |  |

## التصنيف العام النهائي
| التصنيف العام         | التصنيف العام      | التصنيف العام | التصنيف العام   | التصنيف العام |
| الدراج                | الدراج             | البلد         | الفريق          | الوقت         |
| --------------------- | ------------------ | ------------- | --------------- | ------------- |
| 1.                    | إيمانويل بوتشمان   | ألمانيا       | بورا هانسغروه   |               |
| 2.                    | تيم فيلانز         | بلجيكا        | لوتو سودال      | + 16 ث        |
| 3.                    | باوك موليما        | هولندا        | تريك سيغافريدو  | + 19 ث        |
| 4.                    | بيتر وينينج        | هولندا        | Roompot-Charles | + 21 ث        |
| 5.                    | خيسوس هييرادة      | إسبانيا       | كوفيديس         | + 35 ث        |
| 6.                    | جيانلوكا برامبيلا  | إيطاليا       | تريك سيغافريدو  | + 35 ث        |
| 7.                    | ويليام مارتن       | فرنسا         | Wanty-Gobert    | + 37 ث        |
| 8.                    | يورغن رويلاندز     | بلجيكا        | موفيستار        | + 41 ث        |
| 9.                    | وارن بارجويل       | فرنسا         | Arkéa-Samsic    | + 45 ث        |
| 10.                   | أليخاندرو بالبيردي | إسبانيا       | موفيستار        | + 51 ث        |
| مصدر: ProCyclingStats |                    |               |                 |               |

## وصلات خارجية
- الموقع الرسمي
- لمحة عن سباق تروفيو بولينسا-أندراتكس 2019 على موقع  ProCyclingStats   (برو  سايكلنج  ستاتس) - إحصاءات  محترفي  الدراجات.

- تروفيو بولينسا-أندراتكس 2019 على موقع إحصائيات الدراجات الإحترافية (الإنجليزية)